# Leslie Mann
Leslie Mann (San Francisco, 1972. március 26. –) amerikai színésznő.
Karrierje 17 éves korában, televíziós reklámokkal kezdődött. Leginkább filmvígjátékokban szerepel, ismertebb filmjei közé tartozik A kábelbarát (1996), Az őserdő hőse (1997), az Apafej (1999) és a 40 éves szűz (2005).
Férje Judd Apatow rendező, akit A kábelbarát forgatásán ismert meg. Két gyermekük van, Maude és Iris Apatow, mindketten szerepeltek szüleik Felkoppintva (2007), Ki nevet a végén? (2009) és 40 és annyi (2012) című filmjeiben.

## Filmográfia

### Film
| Év   | Magyar cím                       | Eredeti cím               | Szerep                         | Magyar hang        | Rendező              |
| ---- | -------------------------------- | ------------------------- | ------------------------------ | ------------------ | -------------------- |
| 1991 | Lányiskola                       | Virgin High               | statiszta                      |                    | Richard Gabai        |
| 1996 | Petárda                          | Bottle Rocket             | lány (stáblistán nem szerepel) |                    | Wes Anderson         |
| 1996 | Amit sohasem mondtam el neked    | Cosas que nunca te dije   | Laurie                         |                    | Isabel Coixet        |
| 1996 | Ő az igazi                       | She's the One             | Connie                         | Madarász Éva       | Edward Burns         |
| 1996 | Az utolsó emberig                | Last Man Standing         | Wanda                          |                    | Walter Hill          |
| 1996 | A kábelbarát                     | The Cable Guy             | Robin Harris                   | Söptei Andrea      | Ben Stiller          |
| 1996 | A kábelbarát                     | The Cable Guy             | Robin Harris                   | Kovács Patrícia    | Ben Stiller          |
| 1997 | Az őserdő hőse                   | George of the Jungle      | Ursula Stanhope                | Kökényessy Ági     | Sam Weisman          |
| 1999 | Apafej                           | Big Daddy                 | Corinne Maloney                | Györgyi Anna       | Dennis Dugan         |
| 2000 | Timecode                         | Timecode                  | Cherine                        | Kökényessy Ági     | Mike Figgis          |
| 2001 | Parfüm                           | Perfume                   | Camille                        |                    | Michael Rymer        |
| 2001 | Parfüm                           | Perfume                   | Camille                        | Hunter Carson      |                      |
| 2002 | Narancsvidék                     | Orange County             | Krista Brumder                 | Németh Kriszta     | Jake Kasdan          |
| 2002 | Az iskoláját!                    | Stealing Harvard          | Elaine Warner                  | Létay Dóra         | Bruce McCulloch      |
| 2005 | 40 éves szűz                     | The 40-Year-Old Virgin    | Nicky                          | Gallusz Nikolett   | Judd Apatow (1.)     |
| 2007 | Felkoppintva                     | Knocked Up                | Debbie                         | Kökényessy Ági     | Judd Apatow (2.)     |
| 2008 | Fúrófej Taylor                   | Drillbit Taylor           | Lisa Zachey                    | Sánta Annamária    | Steven Brill         |
| 2008 | Gazdátlanul Mexikóban            | Beverly Hills Chihuahua   | Bimini (hangja)                | Hámori Eszter      | Raja Gosnell         |
| 2009 | Megint 17                        | 17 Again                  | Scarlett O'Donnell             | Nagy-Kálózy Eszter | Burr Steers          |
| 2009 | Ki nevet a végén?                | Funny People              | Laura                          | Kökényessy Ági     | Judd Apatow (3.)     |
| 2009 | Csodakavics                      | Shorts                    | Thompson anyuka                | Nagy-Kálózy Eszter | Robert Rodríguez     |
| 2009 | Szeretlek, Phillip Morris        | I Love You Phillip Morris | Debbie                         |                    | John Requa           |
| 2009 | Szeretlek, Phillip Morris        | I Love You Phillip Morris | Debbie                         | Glenn Ficarra      |                      |
| 2011 | Rio                              | Rio                       | Linda Gunderson (hangja)       | Zsigmond Tamara    | Carlos Saldanha (1.) |
| 2011 | Kismadarak                       | Little Birds              | Margaret Hobart                | Németh Borbála     | Elgin James          |
| 2011 | Testcsere                        | The Change-Up             | Jamie                          | Németh Borbála     | David Dobkin         |
| 2012 | ParaNorman                       | ParaNorman                | Sandra Babcock (hangja)        | Nagy-Kálózy Eszter | Sam Fell             |
| 2012 | ParaNorman                       | ParaNorman                | Sandra Babcock (hangja)        | Nagy-Kálózy Eszter | Chris Butler         |
| 2012 | 40 és annyi                      | This Is 40                | Debbie                         | Kökényessy Ági     | Judd Apatow (4.)     |
| 2013 | Lopom a sztárom                  | The Bling Ring            | Nicki anyja                    |                    | Sofia Coppola        |
| 2014 | Mr. Peabody és Sherman kalandjai | Mr. Peabody & Sherman     | Patty Peterson (hangja)        | Nagy-Kálózy Eszter | Rob Minkoff          |
| 2014 | Rio 2.                           | Rio 2                     | Linda Gunderson (hangja)       | Zsigmond Tamara    | Carlos Saldanha (2.) |
| 2014 | A csajok bosszúja                | The Other Woman           | Kate King                      | Pálfi Kata         | Nick Cassavetes      |
| 2015 | Vakáció                          | Vacation                  | Audrey Griswold-Crandall       | Nagy-Kálózy Eszter | Jonathan Goldstein   |
| 2015 | Vakáció                          | Vacation                  | Audrey Griswold-Crandall       | Nagy-Kálózy Eszter | John Francis Daley   |
| 2016 | Hogyan legyünk szinglik?         | How to Be Single          | Megan                          | Ruttkay Laura      | Christian Ditter     |
| 2016 | A komédia császára               | The Comedian              | Harmony Schiltz                |                    | Taylor Hackford      |
| 2018 | Szűzőrség                        | Blockers                  | Lisa Decker                    | Ruttkay Laura      | Kay Cannon           |
| 2018 | Isten hozott Marwenben           | Welcome to Marwen         | Nicol                          | Györgyi Anna       | Robert Zemeckis      |
| 2019 | Árva Brooklyn                    | Motherless Brooklyn       | Julia Minna                    | Kisfalvi Krisztina | Edward Norton        |
| 2020 | Kísért a feleségem               | Blithe Spirit             | Elvira Condomine               | Peller Anna        | Edward Hall          |
| 2020 | Croodék: Egy új kor              | The Croods: A New Age     | Hope Jobbagy (hangja)          | Németh Borbála     | Joel Crawford        |
| 2022 | Felnőttem, csacsacsa             | Cha Cha Real Smooth       | Lisa                           |                    | Cooper Raiff         |
| 2022 | A buborék                        | The Bubble                | Lauren Van Chance              | Nagy-Kálózy Eszter | Judd Apatow (5.)     |

### Televízió

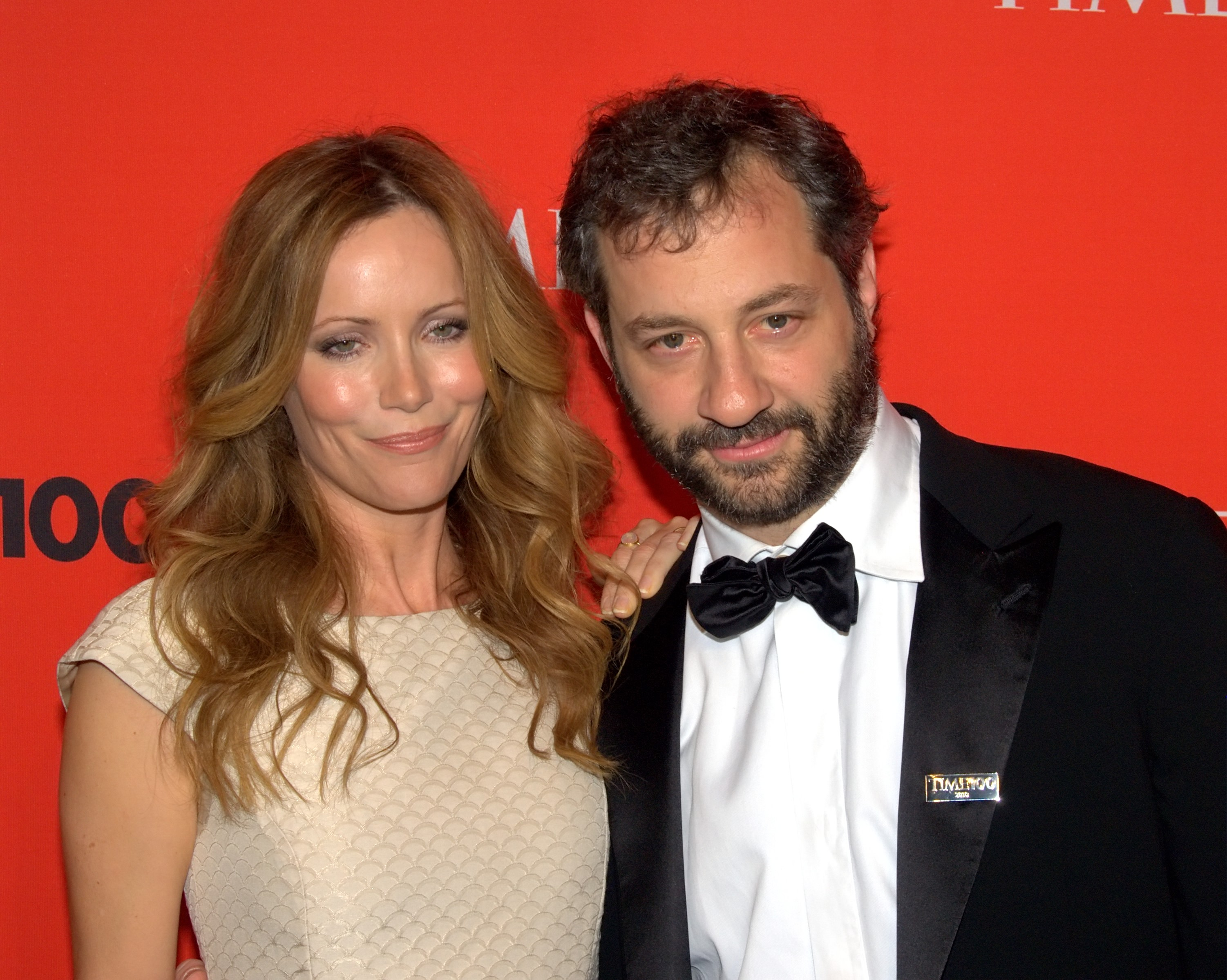
Mann és férje, Judd Apatow

| Év   | Magyar cím            | Eredeti cím                    | Szerep                 | Megjegyzések |
| ---- | --------------------- | ------------------------------ | ---------------------- | ------------ |
| 1994 |                       | Birdland                       | Mary nővér             | 1 epizód     |
| 1995 |                       | The Wright Verdicts            | Erica Mercer           | 1 epizód     |
| 1998 | Herkules              | Hercules                       | Amphitrite (hangja)    | 2 epizód     |
| 1999 | Különcök és stréberek | Freaks and Geeks               | Ms. Foote              | 1 epizód     |
| 2011 | Modern család         | Modern Family                  | Katie                  | 1 epizód     |
| 2011 |                       | Allen Gregory                  | Gina Winthrop (hangja) | 7 epizód     |
| 2014 | A Simpson család      | The Simpsons                   | Leslie Mann (hangja)   | 1 epizód     |
| 2014 |                       | Makers: Women Who Make America | narrátor               | egy epizód   |